# Homo naledi

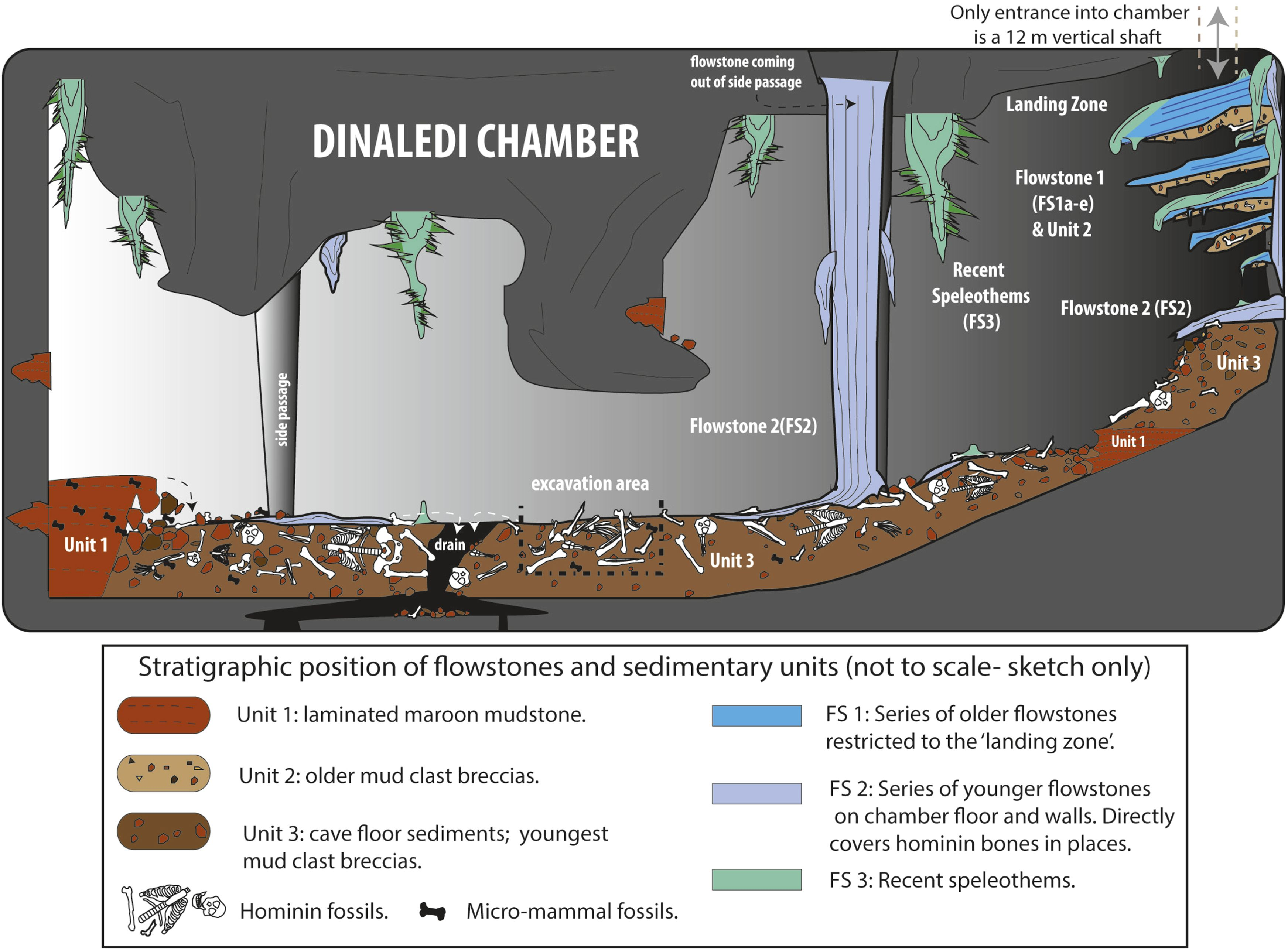
Illustration över utgrävningsplatsen

Homo naledi är en art i släktet Homo som levde under pleistocen. Arten upptäcktes 2013 av två speleologer i grottkomplexet Rising star cave, som ingår i det sydafrikanska världsarvet Cradle of humankind i Gauteng-provinsen. Speleologerna Rick Hunter och Steven Tucker upptäckte resterna av åtminstone femton individer, vilket är det största enskilda fynd av en människoliknande art som någonsin gjorts i Afrika. Homo naledi har daterats till 335 000–236 000 år sedan (Mellersta Pleistocen). Den första upptäckten omfattade 1 550 ben av 737 olika skelettelement och minst 15 olika individer. Trots detta exceptionellt stora antal fynd är släktskapet med andra homoarter fortfarande oklar.
Definitionen av arten utarbetades i samband med utgrävningar 2015 av bland andra den amerikanske paleontologen och arkeologen Lee Rogers Berger.
Homo naledi har likheter med samtida Homo, likaså har de flera särdrag med förfädernas Australopithecus och tidiga Homo, främst en liten kraniell kapacitet på 465–610 cm3, jämfört med 1 270–1 330 cm3 hos moderna människor. De uppskattas i genomsnitt haft en längd av 143,6 cm och en vikt av 39,7 kg, vilket betyder en relativt liten hjärnstorlek. Anatomin hos hjärnan verkar ha liknat dagens Homo, vilket kan peka på en jämförbar kognitiv komplexitet. Uthålligheten hos småhjärniga människor så länge, mitt ibland samtidens större hjärnor, talar emot den tidigare uppfattningen att en större hjärna nödvändigtvis lett till en evolutionär fördel.
Anatomin indikerar att även om de var kapabla till långväga förflyttningar med ett mänskligt steg och gång, var de mer trädlevande än andra Homo och bättre anpassade för klättring i träd än för längre löpning. Tandens anatomi tyder på konsumtion av grynig mat täckt av partiklar som damm eller smuts.
Även om de inte har förknippats med stenverktyg eller någon indikation på materiell kultur, verkar de ha varit skickliga nog att tillverka och hantera de verktyg som hittats i utgrävningar nära deras fossil, eftersom ingen annan mänsklig art i närheten vid den tiden har upptäckts. Det har också kontroversiellt antagits att dessa individer begravts medvetet genom att de bars in i och placerades i kammaren.

## Klassificering
Homo naledi antas ha förgrenats mycket tidigt från samtida Homo. Det är oklart om de förgrenade sig ungefär vid tiden för Homo habilis, Homo rudolfensis, och Australopithecus, och är ett systertaxon till Homo erectus och den samtida storhjärniga Homo, eller är ett systertaxon till ättlingarna till Homo heidelbergensis (moderna människor och neandertalare). Detta skulle innebära att de avgrenade sig från samtida Homo senast före 900 000 år sedan, och möjligen så tidigt som Pliocen. Det är också möjligt att deras förfäder har uppkommit efter en korsning mellan Homo och sena australopithecines. Jämförelse av skallegenskaper visar att Homo naledi har den närmaste likheten med Homo erectus.

## Etymologi
Ordet naledi betyder "stjärna" på sesotho- och setswana-språken, två av de elva nationalspråken i Sydafrika. Artnamnet kan därför sägas betyda ”stjärnmänniskan”. Det anspelar på fyndplatsen, grottsystemet vid Rising star cave.